# Otto Patow

Otto Patow (1905)

Otto Wilhelm David Patow (* 15. Februar 1847 in Hamburg; † 29. April 1932 ebenda) war ein Hamburger Weingroßhändler und Politiker.

## Leben
Patow war Inhaber der Weingroßhandlung D.A.Cords Söhne. Von 1895 bis 1919 gehörte Patow der Hamburgischen Bürgerschaft an, er war Mitglied der Fraktion der Rechten, seit 1918 der Fraktion der National Liberalen.

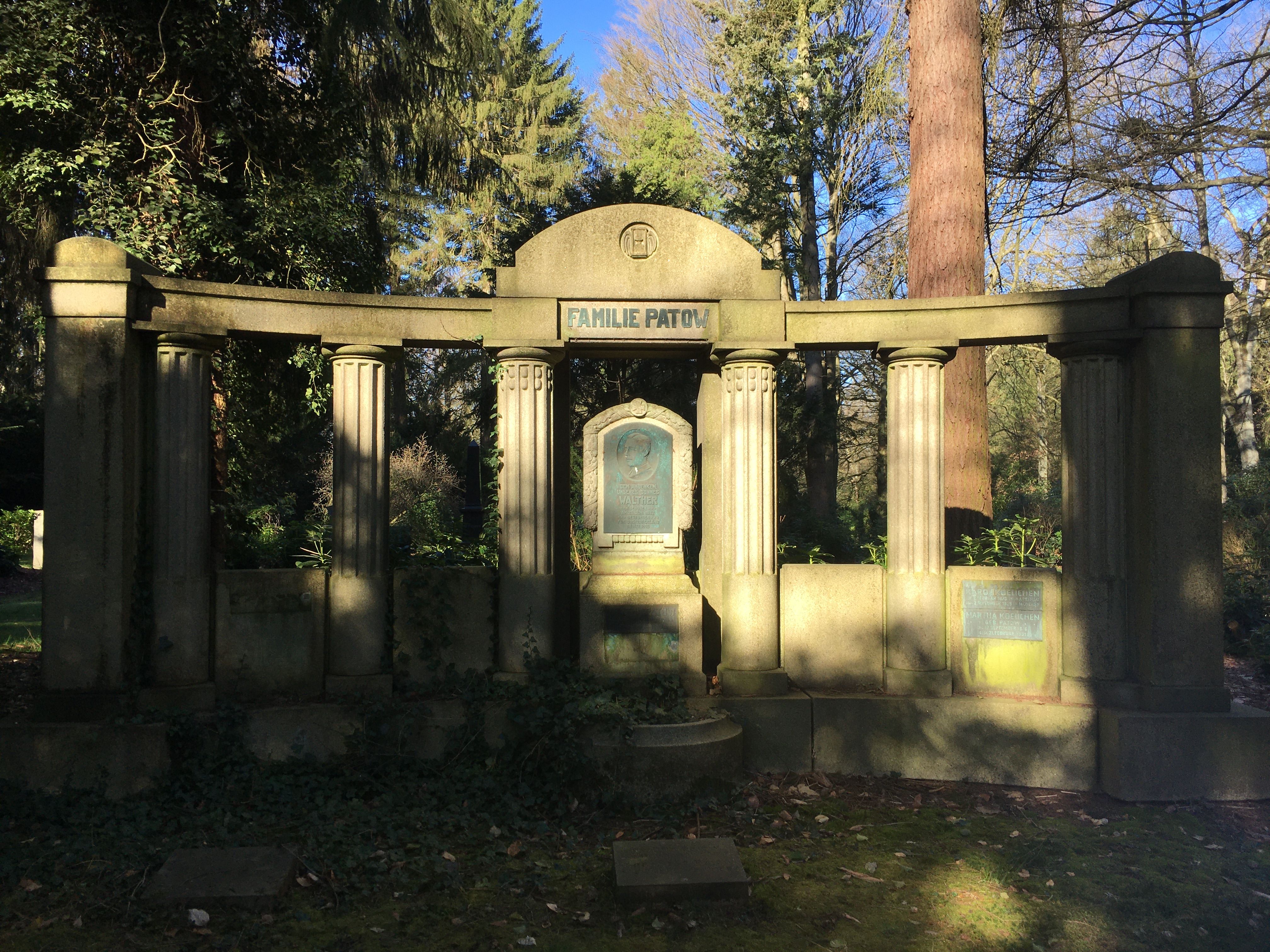
Grabstätte auf dem Friedhof Ohlsdorf

Er war Mitglied der Finanzdeputation mindestens von 1899 bis 1902. Leo Lippmann berichtete über dessen Tätigkeit in der Finanzdeputation: Wie in der Bürgerschaft zeigt er auch in der Verwaltung stets Verständnis für alle sozialen Fragen. Im Gegensatz zu Nottebohm, Sanders und Lavy vertrat er die Auffassung, daß öffentliche Gelder nicht nur für das unbedingt Lebensnotwendige verwandt werden dürften, sondern auch für die Förderung geistiger Belange. So setzt er sich mit großer Energie dafür ein, daß für das in den Kellerräumlichkeiten des Johanneumsgebäude am Fischmarkt unzureichend untergebrachte Museum für Hamburgische Geschichte ein würdiges Gebäude gebaut würde. Er erlebte als Erfolg seiner Arbeit die Einweihung des herrlichen Museumsneubau in den Holstenwallanlagen.
Patow gehörte dem Bürgerausschuss der Bürgerschaft von 1904 bis 1913 an. Während des Ersten Weltkrieges war Patow Mitglied der Kommission für Kriegsversorgung.
Otto Patow wurde in der Familiengrabstätte auf dem Friedhof Ohlsdorf beigesetzt. Sie liegt im Planquadrat AA 24 südöstlich von Kapelle 7. Das Grabmal wurde 2022 durch einen umgestürzten Baum komplett zerstört.

## Quelle
Mitgliederverzeichnis der Hamburgischen Bürgerschaft 1859 bis 1959 – Kurzbiographien. Zusammengestellt und bearbeitet von Franz Th. Mönckeberg. Gebundenes Schreibmaschinenmanuskript;  Nr. 1239

## Schriften
- Aus dem Leben eines Alltagsmenschen, Eine Sonntagsarbeit, Persiehl, Hamburg, 1920.